# Pierre Dupont de l'Étang
Pour les articles homonymes, voir Pierre Dupont et Dupont.
Pierre Antoine, comte Dupont de l'Étang, né le 4 juillet 1765 à Chabanais (Limousin) et mort le 9 mars 1840 à Paris, est un général et homme politique français de la Révolution et de l’Empire, puis ministre et parlementaire sous la Restauration. Il prend le nom de de l'Étang pour se distinguer de ses frères, le général-comte Dupont-Chaumont, et le baron Dupont de Poursat, évêque de Coutances.

## Biographie

### Ancien Régime
Il embrasse très jeune la carrière des armes, puisqu'à 19 ans en 1784, il sert déjà comme sous-lieutenant dans la légion française du comte de Maillebois, servant dans les Provinces-Unies pour soutenir le parti démocratique contre la Prusse. Lorsque cette légion est licenciée en 1787, il entre comme lieutenant dans un régiment d'artillerie toujours au service des Provinces-Unies de 1787 à 1790.

### Guerres de la Révolution française
Il est alors rappelé en France, où un décret royal vient d'organiser l'armée française sur le pied de guerre. Il est nommé par Rochambeau, sous-lieutenant au 12e Régiment d'Infanterie le 21 juillet 1791, et confirmé dans ce grade le 15 septembre 1791. Le 10 octobre suivant, il est désigné comme aide de camp du général Theobald de Dillon, qui commande à Lille sous Dumouriez, puis est nommé capitaine au  24e régiment d'infanterie le 12 janvier 1792.

#### Armée du Nord
Le 29 avril 1792, il se trouve à l’affaire du Pas-de-Baisieux, où la retraite ordonnée par Dumouriez est changée en déroute par la panique des soldats. Ceux-ci interprètent ce mouvement rétrograde désordonné comme une trahison orchestrée par leurs chefs, et ils se retournent contre leurs officiers. Le général Theobald de Dillon est tué d’un coup de pistolet dans la tête, tandis que Dupont de l'Étang est blessé au front en tentant de le sauver, et est laissé pour mort dans un fossé. Son frère Pierre Antoine Dupont-Chaumont est également blessé d'un coup de pistolet au bras. Il gagne Valenciennes et devient aide de camp du général Arthur de Dillon, frère de Théobald. Le 10 juin 1792, il reçoit des mains de Louis XVI la croix de chevalier de Saint-Louis pour son attitude courageuse lors de l'affaire du Pas-de-Baisieux. Il a alors 27 ans et il lui faut une dispense d'âge, rendue par l'Assemblée nationale, pour qu'il puisse recevoir cette décoration. C'est la dernière accordée des mains de Louis XVI.
Nommé provisoirement par Dumouriez adjudant-général lieutenant-colonel le 18 septembre 1792, il combat vaillamment deux jours plus tard à la bataille de Valmy. Il se distingue au combat de l'Argonne et au passage des Islettes en Champagne. Il est confirmé dans son grade par le conseil provisoire exécutif le 8 mars 1793, puis nommé chef d'état-major des troupes actives de la Belgique, appelées parfois armée de Belgique.
Le 16 avril 1793, il est nommé provisoirement adjudant-général chef de brigade par le général Dampierre, qui vient de remplacer Dumouriez. Cette nomination est confirmée le 15 mai suivant par le Conseil provisoire exécutif. Il sert au camp de la Madeleine successivement comme chef d'état-major du général La Marlière le 16 avril 1793, et du général Béru le 22 juillet suivant. Il est ensuite placé sous les ordres de Houchard, qui vient de succéder à Custine le 11 août et nommé provisoirement général de brigade par les représentants du peuple près l'armée du Nord le 26 août. C'est d'après le conseil de Dupont que Houchard court à marches forcées occuper le camp de Cassel, contrariant les projets de Frederick, duc d'York et Albany, qui méditait de renforcer le siège de Dunkerque, et qui attendait à Furnes la flottille et le train de siège embarqué sur le canal. Il sert à la prise de Tourcoing le 27 août, contribue puissamment à la bataille d'Hondschoote qui permet la levée du siège de Dunkerque, participe à la prise de Wervik, et, le 13 septembre, à celle de Menin où il fait mettre bas les armes à un bataillon de grenadiers commandé par le prince de Hohenlohe. Ayant été signalé comme royaliste, il est suspendu de ses fonctions le 22 septembre 1793, mais le 28 il y est rétabli pendant 15 jours par les représentants du peuple.
Il se retire alors sur ses terres, à Chabanais avec son frère, et est malgré tout confirmé général de brigade le 31 octobre 1795 par le Directoire exécutif. Carnot, qui ne l'a pas oublié, le rappelle au Comité de salut public, et le nomme directeur du cabinet topographique et historique militaire du Directoire. Élevé au grade de général de division le 2 mai 1797, on lui donne la direction du Dépôt de la Guerre. Le Coup d'État du 18 fructidor an V (4 septembre 1797) lui fait perdre un moment ses fonctions, mais il ne tarde pas à être réintégré.

#### 2eCampagne d'Italie
Lors du  Coup d'État du 18 brumaire (9 novembre 1799), il se trouve parmi les généraux dévoués à la fortune naissante de Bonaparte qui le nomme le 1er avril 1800 chef d'état-major du général Berthier à l'« armée de Réserve ».
Le premier consul destine cette armée à la conquête de l'Italie où le général Dupont se distingue : il entre le premier dans la ville de Bard et se signale à l'attaque du fort les 21 et 22 mai 1800. Après avoir pris part à la bataille de Marengo le 14 juin, il est chargé le lendemain de négocier avec le général autrichien von Melas la capitulation d'Alexandrie, qui livre aux Français douze places fortes et l'Italie jusqu'au Mincio, c'est-à-dire tout ce qu'ils ont perdu depuis quinze mois à l'exception de Mantoue. Le général Dupont reçoit alors le titre de ministre extraordinaire provisoire du gouvernement français en Piémont le 23 juin 1800, et est chargé de réorganiser la République cisalpine.
Remplacé le 15 août par Jourdan, il devient lieutenant du général en chef, prend le commandement de l'aile droite de l'armée d'Italie le 28 août, et est chargé par Brune le 6 octobre d'envahir la Toscane. Le 15 octobre, il entre à Florence où il établit un gouvernement provisoire, et le 23 octobre il est à Livourne. Sa courte administration donne lieu à des accusations qui ont pesé sur la plupart des généraux français en Italie, mais en ce qui concerne Dupont, rien n'est prouvé. Le premier consul est retourné en France, laissant à ses lieutenants le soin d'achever et d'organiser ses conquêtes.
Le général autrichien Bellegarde occupe encore la ligne du Mincio avec 70 000 hommes, appuyé d'un côté au lac de Garde et de l'autre à Mantoue. Le général Macdonald a reçu l'ordre de franchir les Alpes avec l'armée des Grisons, tandis que le général Brune doit remonter au nord se joindre à Macdonald, puis se porter tous deux aux sources du Mincio et de l'Adige pour faire tomber toute la ligne défensive des Autrichiens qui s'étendait des Alpes à l'Adriatique. Dupont quitte la Toscane le 2 novembre pour rejoindre le gros de l'armée. Le 15 décembre, Macdonald passe le Splügen et arrive devant le Tyrol italien. Il reste à Brune de forcer le passage du Mincio, et le 20 décembre, il enlève les positions autrichiennes en avant de ce fleuve. Le général Delmas commande l'avant-garde, Moncey la gauche, Michaud la réserve, tandis que Dupont a le commandement de la droite. Le Mincio, grossi par les pluies, n'est pas guéable, et les ponts de Borghetto et de Valeggio sont solidement retranchés. Brune résolut de tenter le passage en deux points : à Pozzolo et à Monzambano, ce dernier point devant être choisi pour l'attaque sérieuse. La grande attaque de Monzambano et la diversion de Pozzolo sont indiquées pour la nuit du 24 au 25 décembre.
Le 25 au matin, Dupont, chargé de la diversion, couronne d'artillerie les hauteurs du moulin de la Volta, jette un pont, et, favorisé par le brouillard, porte de l'autre côté du fleuve la division Watrin. Cependant, à Monzambano, l'attaque a été remise et Dupont se retrouve seul sur la rive gauche contre toute l'armée autrichienne. Bellegarde dirige des masses serrées contre le corps qui a franchi le Mincio. Dupont a fait prévenir Suchet qui observait, entre Pozzolo et Monzambano, le pont retranché (it) de Borghetto. Suchet accourt, quant à Brune, il se contente de remplacer devant Borghetto le corps de Suchet par la division Boudet. Dupont, s'inquiétant peu d'être soutenu, s'est engagé, a enlevé Pozzolo et établi une nouvelle division sur la rive gauche, la division Monnier. Sous la protection de ses batteries il soutient une attaque formidable, mais le nombre finit par l'emporter : Monnier est chassé de Pozzolo et Dupont va être rejeté dans le fleuve, quand Suchet prend sur lui de détacher la brigade Clauzel et une partie de la division Gazan. Suchet appuie le passage de ces renforts par un feu d'artillerie meurtrier depuis la rive droite. Cela permet de sauver et de désengager les troupes du général Dupont. Dupont reprend l'offensive, Pozzolo est disputé avec acharnement, pris et repris six fois. Le combat se prolonge tout le jour et 6 000 hommes tombent des deux côtés. Le soir venu Dupont reste maître d'un point de la rive gauche contre un ennemi trois fois supérieur en nombre, et le lendemain, Brune se décide à passer à Monzambano, mais l'honneur du passage et de la défaite des Autrichiens revient à Dupont. Suchet fait avec lui 4 000 prisonniers sur le général Bellegarde.
Le 22 janvier 1801, il quitte l'armée d'Italie, et il commande successivement la 2e division militaire à Mézières le 22 mars 1802, la 1re division du camp de Compiègne sous Ney le 30 août 1803, et la 1re division du camp de Montreuil le 12 décembre. Le 14 juin 1804, il est nommé grand officier de la Légion d'honneur.

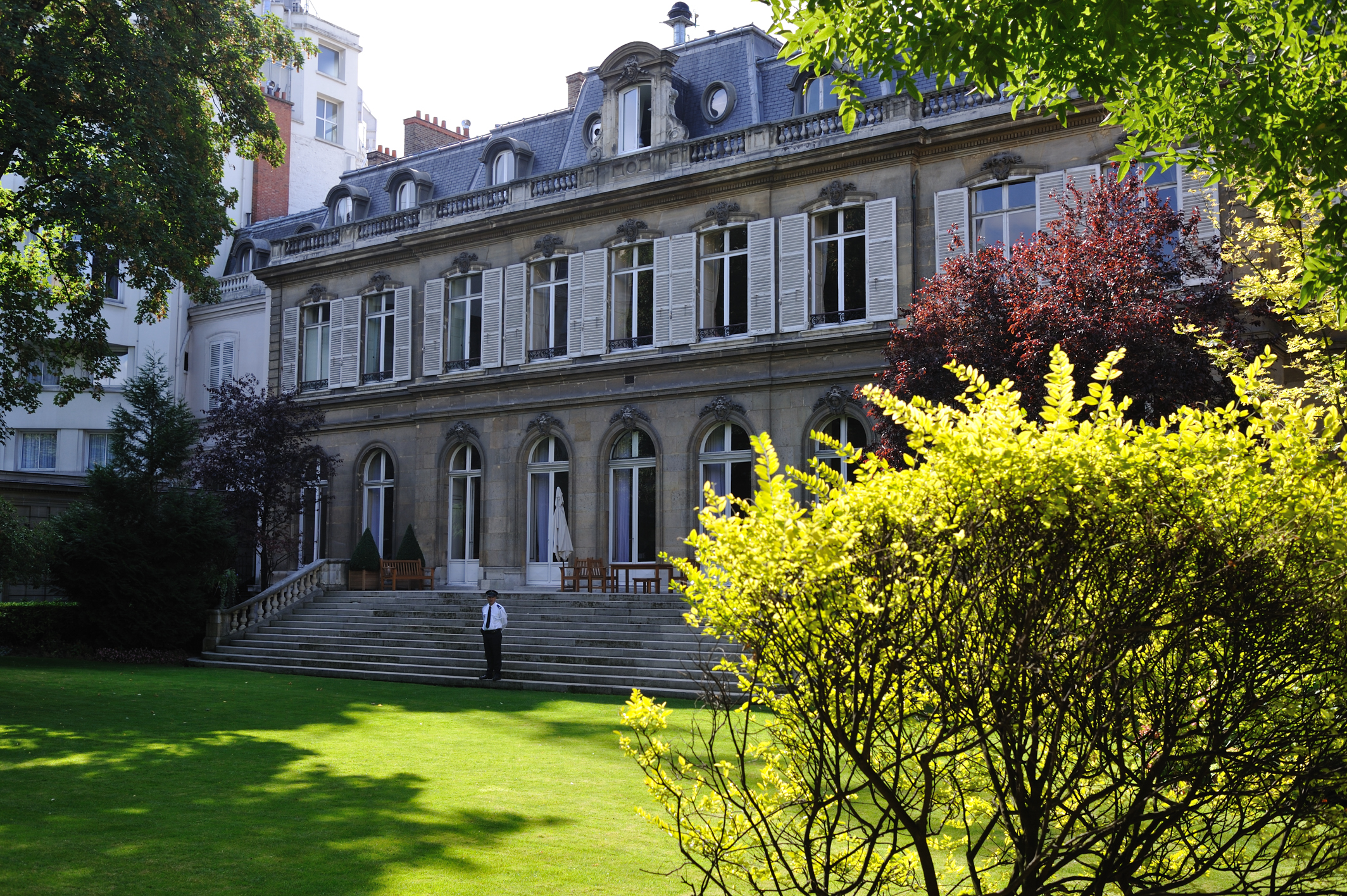
L'hôtel de Beauvau, résidence parisienne du général Dupont de l'Étang.

Il achète, l'année suivante, le château de Rochebrune, et, en 1807, fait de l'hôtel de Beauvau, rue du Faubourg-Saint-Honoré, sa résidence parisienne.

### Grande Armée
Quand la Grande Armée est formée, Dupont obtient le commandement de la 1re division du 6e corps sous Ney, et il passe le Rhin à Lauterbourg le 26 septembre 1805. Le général autrichien Mack a pris position à Ulm, sur le haut-Danube, attendant les Français par la Forêt-Noire, alors que ceux-ci passent le Danube à Donauworth, tournant ainsi les Autrichiens et les séparant des Russes campés près de Vienne sous le commandement de Koutouzov. Pendant que Napoléon ferme ainsi aux Autrichiens la retraite du Tyrol et se prépare à livrer une grande bataille sur l'Iller, il confie à Dupont la garde de la rive gauche du Danube. Cette position, apparemment sans importance, peut se révéler dangereuse, si le général Mack songe à s'échapper d'Ulm de ce côté, en écrasant la faible division de 6 000 hommes de Dupont. Celui-ci, en s'approchant d'Ulm, se trouve tout à coup en présence de 60 000 Autrichiens établis sur la colline de Michaelsberg et au village de Haslach. Dupont ne dispose que de trois régiments d'infanterie, deux de cavalerie et quelques pièces de canon. Le général français comprend qu'une retraite risquerait de révéler sa faiblesse aux Autrichiens, qui ne manqueraient pas alors de le culbuter et de s'échapper ainsi. Il choisit donc au contraire d'attaquer pour faire croire à ses adversaires qu'il est à l'avant-garde d'un corps puissant. Avec ses 6 000 hommes, Dupont engage le combat avec 25 000 Autrichiens commandés par l'archiduc Ferdinand d'Autriche. Les Français rencontrent d'abord du succès et font 1 500 prisonniers, mais l'archiduc, renonçant à une attaque de front, s'emploie à contourner les deux ailes de la petite armée. Sur la droite de Dupont, le petit village de Jungingen est pris et repris cinq fois. Après cinq heures d'affrontement, Dupont est contraint de se retirer sur Albeck, emmenant avec lui 4 000 prisonniers.
Cette affaire arrête les Autrichiens qui s'échappent finalement par la Bohême. Le 13 octobre 1805, Napoléon, arrivant à Ulm, reconnaît la faute commise en laissant la division Dupont isolée sur la rive gauche du Danube. Par ses ordres, le maréchal Ney établit les communications entre les deux rives en remportant le 14 octobre la bataille d'Elchingen, victoire à laquelle Dupont contribue en empêchant le retour vers Ulm du corps de Werneck, contribuant à enfermer définitivement le corps de Mack dans Ulm.
Après la capitulation d'Ulm et l'invasion de la haute Autriche, la division Dupont, renforcée des Hollandais de Marmont, réunie aux divisions Gazan et Dumonceau, et placée sous le commandement du maréchal Mortier, est chargée d'éclairer, sur la rive gauche du Danube, les routes de Bohême et de Moravie du 6 novembre au 16 décembre 1805. Le 11 novembre, ce corps, qui n'est pas encore concentré et compte environ 5 000 hommes, rencontre le gros de l'armée russe à Dürnstein. Après un combat acharné, le maréchal reste maître du terrain, fait à l'ennemi 1 500 prisonniers et s'avance jusqu'à Stein, avant d'être enveloppé par des forces supérieures. Dupont, apprenant la situation dangereuse du maréchal, accourt sur les lieux avec ses troupes, force les défilés et dégage la division Gazan en péril. Victorieuses mais mutilées, les deux divisions vont à Vienne panser leurs blessures, et c'est ainsi que Dupont ne peut participer, ni assister à la bataille d'Austerlitz.
Le 5 octobre 1806, il est nommé commandant la 1re division du 1er corps sous les ordres du maréchal Bernadotte à la Grande Armée. Après Iéna, le prince Eugène de Wurtemberg s'est porté sur Halle avec 18 000 hommes pour recueillir les débris de l'armée prussienne. Dupont est chargé de détruire cette dernière ressource de l'ennemi. Le 17 octobre, le prince de Wurtemberg s'est posté derrière la ville, et on ne peut arriver jusqu'à lui qu'en forçant un long pont sur la Saale défendu par de l'artillerie. Dupont parvient cependant à culbuter les troupes chargées de défendre la tête de pont, franchit le pont et entre dans la ville avec les Prussiens qu'il refoule et qu'il chasse par l'autre extrémité. Sortant de Halle, il attaque ensuite avec 5 000 hommes un corps de 12 000 Prussiens retranchés sur les hauteurs et, secouru par la division Drouet, rejette sur l'Elbe la réserve prussienne décimée. Deux jours après, Napoléon arrive en personne sur le terrain du combat. Jugeant les difficultés de ce coup de main, il déclare : « j'eusse hésité à attaquer avec 60 000 hommes. »
Le 1er novembre, il sert au combat de Nossentin, le 6 novembre à la prise de Lübeck et le 25 janvier 1807 à la bataille de Mohrungen. Il est vainqueur au combat de Grabau le 29 janvier ainsi qu'à celui de Braunsberg le 26 février, où il met en déroute un corps de 10 000 hommes, auquel il fait 2 000 prisonniers et prend seize pièces de canon. Le 14 juin, jour de la bataille de Friedland, la division Dupont forme, en avant de Posthenen, la tête du corps de Bernadotte, temporairement placé sous les ordres du général Victor. Pendant que le maréchal Ney pénètre à travers les masses russes pour occuper les ponts de Friedland et jeter l'ennemi dans l'Alle, Dupont aperçoit la division Bisson prise entre deux feux. Sa division se porte à son secours, arrête les Russes et permet aux soldats de Ney de se reformer. Les Russes, acculés à la rivière, tentent un dernier effort en fondant à la baïonnette sur la division Dupont, mais celle-ci parvint à les rejeter dans les faubourgs de Friedland, où Ney et Dupont se rejoignent.
Dupont joue ainsi un rôle important dans le succès du plan de Napoléon, et c'est aussi la première bataille où il combat sous les yeux mêmes du souverain. Ce dernier lui donne, le 11 juillet 1807, le titre de grand aigle de la Légion d'honneur (correspondant à la dignité actuelle de grand-croix). Il obtient une dotation de 19 261 francs de rente sur le grand-duché de Varsovie le 30 juin 1807, est nommé commandant supérieur de Berlin le 15 septembre et obtient une dotation supplémentaire de 5 882 francs de rente annuelle sur le Grand Livre le 23 septembre 1807. Après la paix de Tilsitt, il rentre en France où il est nommé commandant en chef du 2e corps d'observation de la Gironde, en partance pour l'Espagne.

### Bailén et ses conséquences
Il arrive à Vitoria le 26 décembre, et à Valladolid le 12 janvier 1808. Le 10 mars, il obtient une dotation de 19 000 de rente annuelle sur le Hanovre. Il arrive à Aranjuez le 11 avril, à Tolède le 24, et à Andujar le 2 juin.
À cette époque, sa renommée est grande dans l'armée. Le général Foy dit de lui dans son Histoire de la guerre dans la Péninsule : « Il n'y avait pas dans l'empire un général de division classé plus haut que Dupont. L'opinion de l'armée, d'accord avec la bienveillance du souverain, le portait au premier rang de la milice ; et quand il partit pour l'Andalousie, on ne doutait pas qu'il ne trouvât à Cadix son bâton de maréchal. » C'était sans compter sur le soulèvement général de l'Espagne. L'entrevue de Bayonne, qui a conduit à l'abdication forcée de Charles IV, puis à celle de son fils Ferdinand VII en faveur de Napoléon, a changé en haine ardente la passagère sympathie que le peuple espagnol a ressentie pour l'empereur des Français. Le 2 mai 1808, Madrid s'était soulevé, puis les Asturies, la Galice, le León et la Castille suivirent cet exemple.

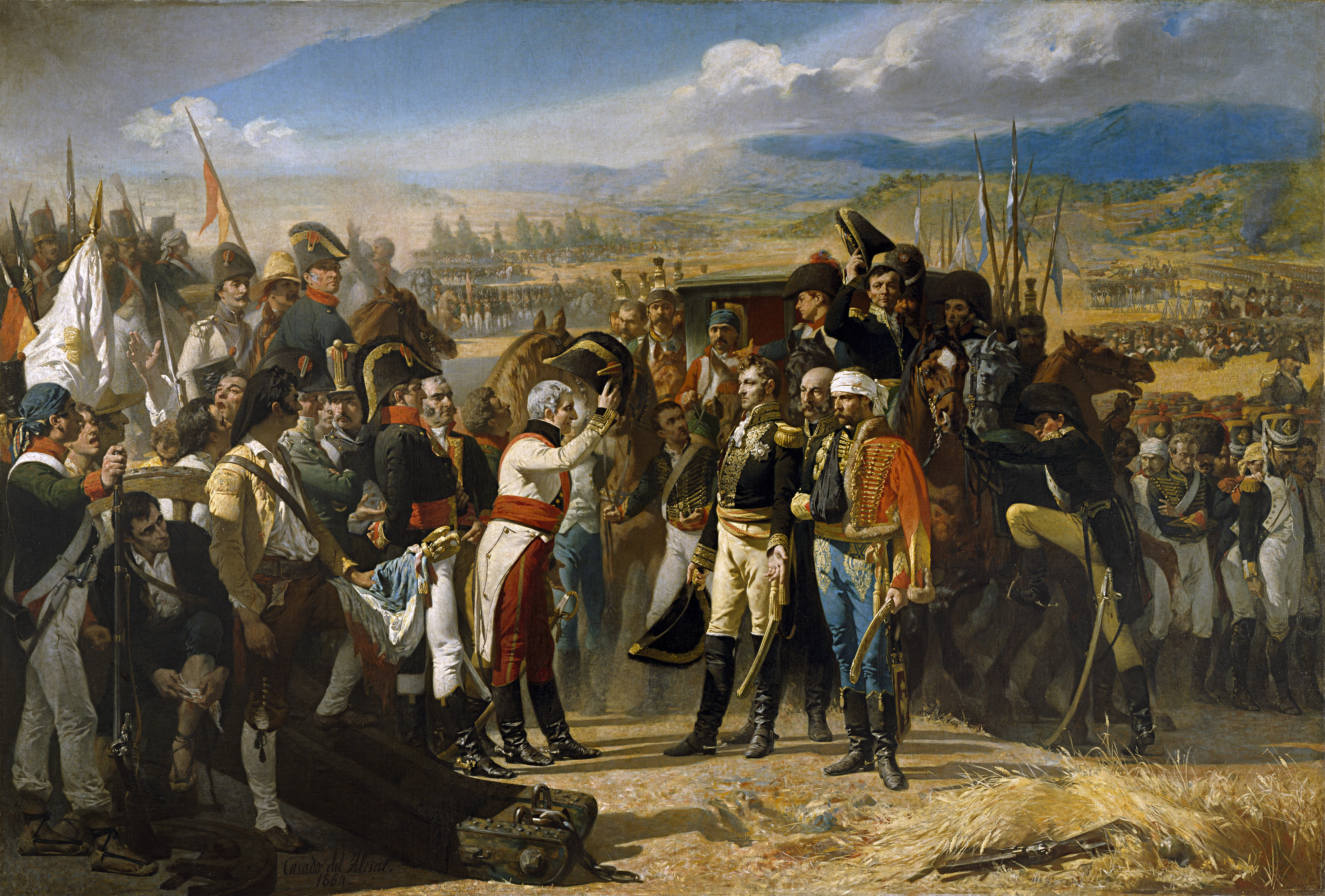
La Reddition de Bailén, José Casado del Alisal, 1864, Musée du Prado, Madrid.

Dupont marche sur Cordoue avec la division Barbou composée d'environ 12 000 hommes. Il culbute devant Cordoue (bataille du pont d'Alcolea les volontaires du général espagnol Echevarri, puis s'empare de la ville ; il y est encore lorsque le général Castaños, avec 40 000 hommes, menace de couper ses communications avec Madrid. Dupont rétrograde jusqu'à Andujar où il reçoit des secours qui lui permettent de commencer la retraite. Il y apprend sa nomination de comte de l'Empire le 4 juillet 1808. Il reste à Andujar et perd un temps précieux ; quand enfin il décampe de cette ville et arrive à Bailén, il se trouve cerné par toute l'armée espagnole.
Dupont signe avec le général espagnol Castaños une capitulation déplorable le 23 juillet 1808. 20 000 Français doivent mettre bas les armes ; ils doivent être transportés en France, mais la capitulation est violée et on les envoie mourir sur les pontons de Cadix. Les résultats de cette capitulation sont immenses.
Dupont s'embarque à Cadix sur Le Saint-Georges, quitte le port le 5 septembre, et arrive à Toulon le 21 septembre, où il est immédiatement arrêté comme ayant trahi les intérêts de l'armée.
Il est transféré à Paris le 15 novembre 1808, pour être jugé devant la haute cour impériale avec les autres généraux responsables de la capitulation, mais Cambacérès empêche qu'on ne donne suite à ce projet. Ce n'est que trois ans plus tard le 17 février 1812, qu'un conseil d'enquête, composé de quinze membres se réunit pour donner son avis sur la capitulation de Baylen.
Le 1er mars 1812, à la suite de cet avis, Napoléon destitue Dupont de ses grades, décorations, titres et dotations, et ordonne son transfert dans une prison d'état. Il est enfermé au fort de Joux, puis à la citadelle de Doullens, et enfin mis en surveillance à Dreux jusqu'au retour de Louis XVIII.

### Restauration française
Le gouvernement provisoire le nomme en mars 1814, commissaire au département de la Guerre, poste dans lequel il est confirmé (3 avril) avec rang de ministre.
Le 7 novembre, le roi ordonne que « le dossier de sa condamnation qui, indépendamment de son plus ou moins d'injustice, portait tous les caractères d'un acte arbitraire plutôt que d'une condamnation régulière et légale », serait révisé, et casse par une ordonnance royale le décret impérial de sa destitution. L'administration du général Dupont n'est pas heureuse : de nombreuses destitutions, le gaspillage de la Légion d'honneur, des nominations de complaisance aux grades de l'armée, provoquent des plaintes. Il sert d'autre part les passions du parti réactionnaire avec un tel excès, qu'au bout de quelques mois, le roi est obligé de lui retirer le portefeuille de la guerre (3 décembre 1814) et de l'éloigner. Remplacé par Soult, on lui confie en échange le gouvernement de la 22e division militaire et la croix de commandeur de Saint-Louis.
De nouveau destitué pendant les Cent-Jours (3 avril 1815), et enfermé à Doullens, il est libéré après la rentrée des Bourbons. Réintégré au retour de Gand, et il est nommé ministre d'État et membre du conseil privé le 19 septembre 1815.
Le 22 août 1815, le collège de département de la Charente l'élit député : il siège et vote avec la minorité de la Chambre introuvable et voit renouveler son mandat jusqu'en 1830 :
- le 4 octobre 1816[4] ;
- le 10 octobre 1821[5] ;
- le 25 février 1824[6], dans le 2e collège électoral de la Charente (Confolens), contre François Pougeard du Limbert[7] ;
- le 24 novembre 1827[8], au collège de département de la Charente. Huit jours auparavant le 17 novembre, il a échoué à Confolens, avec 88 voix contre 105 à M. Pougeard du Limbert, élu.

Il échoue à Confolens, aux élections du 23 juin 1830, contre M. Pougeard-Dulimbert, député sortant, et ne se représente plus. Durant ces diverses législatures, le général Dupont a siégé au centre gauche parmi les constitutionnels.
Admis à faire valoir ses droits à la retraite le 13 août 1832, il rentre dans la vie privée. Il meurt à Paris le 9 mars 1840 ; il a 74 ans. Il est inhumé au cimetière du Père-Lachaise (8e division, 1re ligne, chemin Chenier).

## Œuvres
Ce général cultivait la poésie dans sa retraite. On a de lui :
- des essais poétiques, dont :
  - la Liberté, qui valut la première mention au concours de l'Institut de France en 1799,
  - Cathelinna ou les amis rivaux, poème imité d'Ossian (1801),
  - L'Art de la guerre, poème en dix chants en 1838 ;
- une traduction des Odes d'Horace, 1836 ;
- des ouvrages politiques, historiques ou militaires :
  - Observations sur l'Histoire de France de l'abbé de Montgaillard,
  - Une opinion sur le nouveau mode de recrutement (1818),
  - Mémoires militaires.

## Duellistes

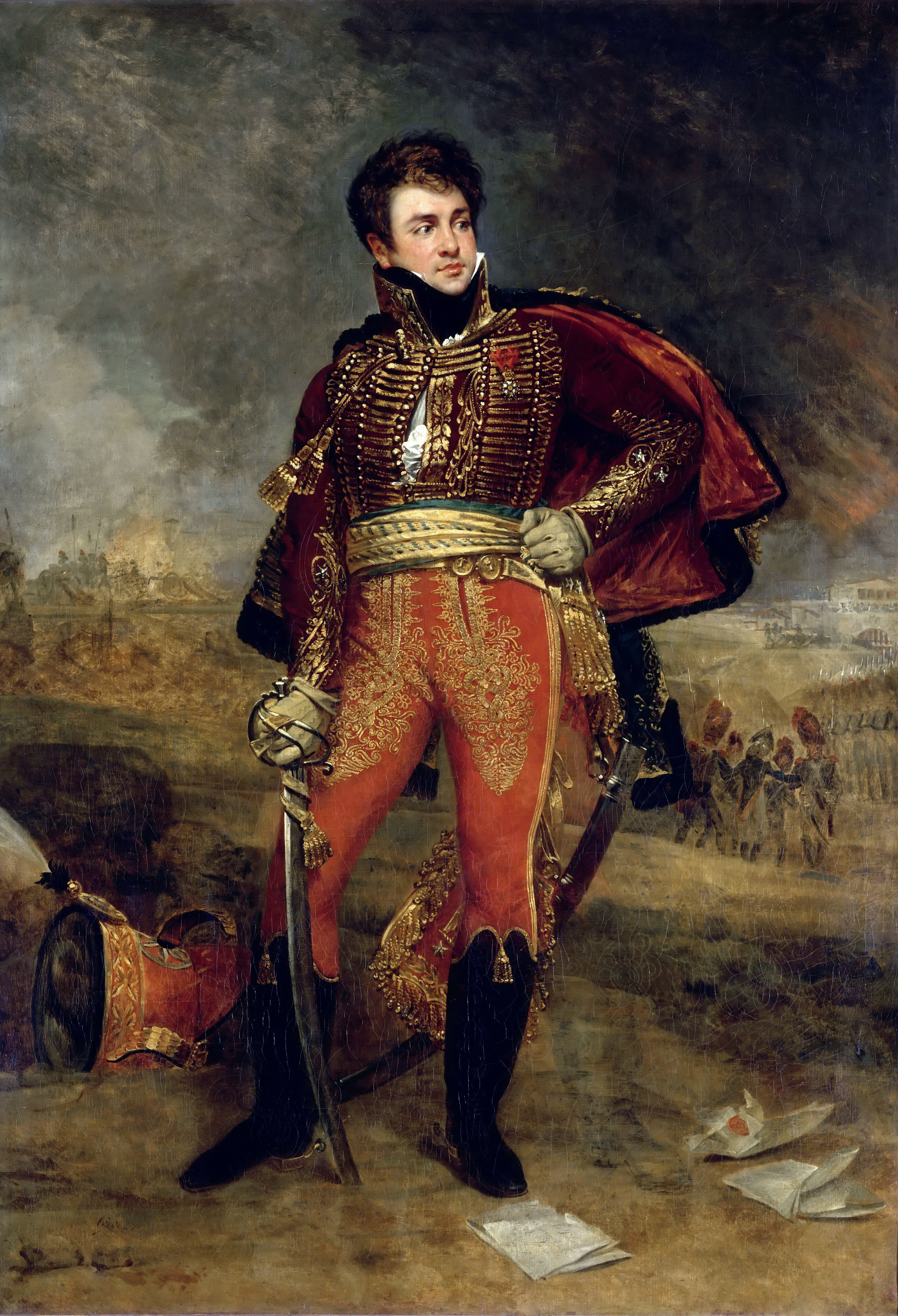
François Fournier-Sarlovèze par Antoine Jean Gros (1812).

Un épisode de la vie de Pierre Dupont de l'Étang a inspiré un roman de Joseph Conrad, Le duel (1908) qui a lui-même inspiré le célèbre film de Ridley Scott, Les Duellistes (1977). En effet, Dupont a  servi de modèle au personnage de Armand d'Hubert, interprété par Keith Carradine dans le film. Sur une période d'environ 20 ans, Dupont de l’Étang a affronté en duel à une vingtaine de reprises un autre officier, d'un tempérament particulièrement querelleur, François Fournier Sarlovèze, surnommé par les Espagnols el demonio  (Féraud, dans le film, interprété par Harvey Keitel).

## Récapitulatifs

### Titre
- Comte Dupont et de l'Empire (décret du 19 mars 1808 et lettres patentes signée le 24 juin 1808 à Bayonne[12]). Il doit son surnom de l'Étang à l'étang Bouchaud situé à la limite des paroisses de Chabanais et d'Etagnac (à moins que ce ne soit l'étang des Combes, sur Etagnac, appartenant aussi aux Dupont)[13].

### Décorations
| Grand aigle de la Légion d'honneur | Commandeur de Saint-Louis |

- Légion d'honneur[1] :
  - Légionnaire (19 frimaire an XII : 11 décembre 1803[14]), puis,
  - Grand officier (25 prairial an XII : 14 juin 1804), puis,
  - Grand aigle de la Légion d'honneur (11 juillet 1807[15]).
  - exclusion de l'Ordre le 1er mars 1812 pour trahison.
- Ordre royal et militaire de Saint-Louis :
  - Chevalier (10 juin 1792), puis,
  - Commandeur de Saint-Louis (6 décembre 1814).

### Armoiries
| Figure                                  | Blasonnement |
|                                         | Armes de la famille Dupont de Chabanais D'azur, à un pont d'argent, surmonté de trois étoiles d'or, rangées en chef., Armes parlantes (pont⇔Dupont .). OuÉcartelé : aux 1 et 4, d'azur, à un lévrier courant d'argent, acc. au canton dextre du chef d'une étoile du même, brochant sur un rameau d'olivier d'or en bande; au 2, d'azur, à un château flanqué de deux tours d'or, ouvert et ajouré de sable, ch. d'un écusson d'or, au-dessus d'or, au-dessus de la porte, surch. d'un P de sable ; au 3, contre-écartelé: a. de gueules à la fasce d'argent ; b. d'argent à une couleuvre ondoyante en pal d'azur; c. d'argent au lion de gueules; d. d'argent à une pique de sable. |
|                                         | Armes du comte Dupont et de l'Empire Ecartelé; au premier des comtes sortis de l'armée; au deuxième de gueules au château-fort d'or, brisé, flanqué de deux tours, crénélé, maçonné et ouvert de sable, chargé au-dessus de la porte d'un écusson aussi d'or à la filière de sable chargé lui-même d'un P de sable, au troisième écartelé, au premier de gueules à la fasce d'argent; au second d'argent à la givre d'azur; au troisième d'argent au lion rampant de gueules; au quatrième d'argent au drapeau de sable posé en pal; au quatrième d'azur à la levrette contournée et courant d'argent, accostée en chef à sénestre d'une branche de laurier d'or et d'une étoile d'argent; l'étoile brochant sur le laurier. - Livrées : bleu, rouge, blanc, jaune et noir. |
| Heraldique : Couronne de comte français | Armes du comte Dupont de l'Étang Selon une toile au-dessus de la cheminée du Château de RochebruneD'azur au pont ébréché d'argent de trois arches, soutenu d'une rivière du même, agitée de sinople, surmonté de trois étoiles mal ordonnées d'or. Sur le vitrail de la chapelle du château de RochebruneÉcartelé : aux 1 et 4, d'azur, au pont ébréché d'argent de trois arches, soutenu d'une rivière du même, agitée de sinople, surmonté de trois étoiles mal ordonnées d'or ; au 2, de sinople au chêne d'argent accosté à dextre d'un chien, assis du même, et surmonté d'un œil ouvert au naturel et rayonnant d'argent ; au 3, d'or au sautoir de gueules cantonné de quatre étoiles à six rays d'azur. Selon RietstapÉcartelé : aux 1 et 4, d'azur, au pont d'argent de trois arches, surmonté de trois étoiles d'or ; au 2, de sinople à l'olivier d'or, au pied duquel veille un chien du même, et surmonté d'un œil d'argent ; au 3, d'or au sautoir de gueules cantonné de quatre étoiles à cinq rays de sable., |

## Famille

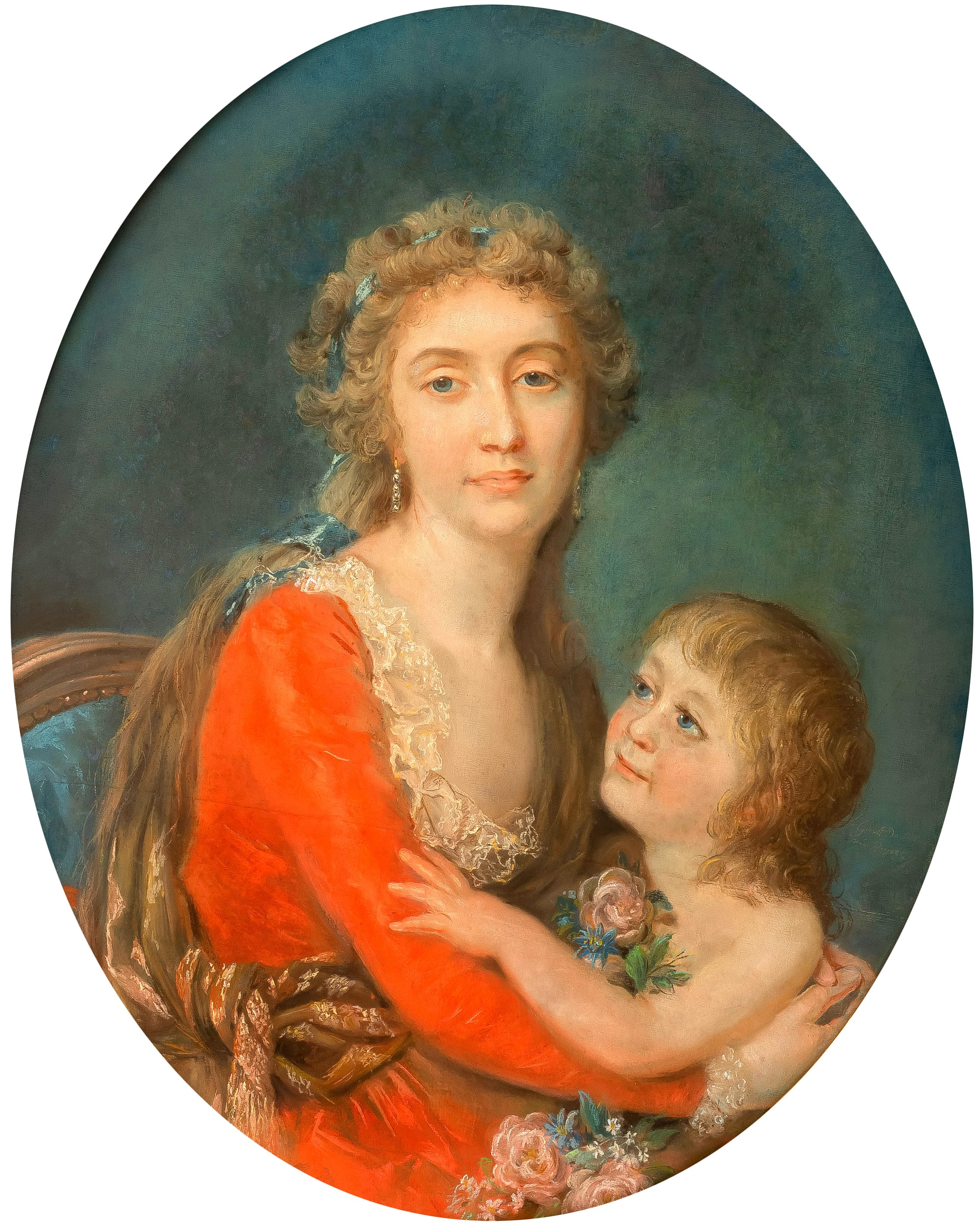
Portrait probable de Jeanne-Joséphine Grâce et Athénaïs par Anna Rajecka

Pierre Dupont (dit aussi "De l'Étang") s'est marié, le 26 décembre 1804, à Jeanne Joséphine Grâce Bergon, fille de Joseph-Alexandre Bergon, directeur général des Eaux et Forêts, et de Jeanne Françoise Grâce Isnard. La comtesse Dupont de l'Étang meurt au château des Ternes (Paris), le 13 juin 1858.
Il est né deux enfants de cette union :
- Jean Pierre Théophile Gustave comte Dupont ; né....., décédé 6 mai 1843 ; marié à Mlle Lidorie Beckam, décédée novembre 1841, dont : Arthur comte Dupont.
- Claire Joséphine Grace Athénaïs Dupont ; mariée à Eugène Panon Desbassayns de Richemont, comte de Richemont.

Un autre enfant, Amand dit Aimé Dupont, lui était né en 1790 à Maastricht. Il devint colonel du génie, en garnison au Havre en 1842.
Sa nièce (fille de son frère François Dupont-Savignat), Claire Dupont, est la mère du président de la République Sadi Carnot.